# Shlomo Havlin
Shlomo Havlin est un professeur et physicien israélien né à Jérusalem le 21 juillet 1942. Enseignant au département de physique de l'université Bar-Ilan de Ramat Gan en Israël, il est président de la Société israélienne de physique (1996-1999) et doyen de la faculté de sciences exactes (1999-2001). En 2018, il reçoit le prix Israël pour ses travaux en physique.